# ビルドロン
ビルドロン（Constructicons）は、アニメ『戦え!超ロボット生命体トランスフォーマー』に登場する架空の部隊。デストロンに所属している。

## 概要
初登場は『戦え!超ロボット生命体トランスフォーマー』第10話（英語版では第14話）「セイバートロン星の掟」。当初はビルドロン師団と呼ばれる。
建設車両に変形するデストロンの陸上部隊で、6体が合体することにより巨人兵デバスター / Devastatorとなる。
パワーと機動力を兼ね備えた部隊であり、基地建設や破壊活動に優れており、共同作業も多いため結束も固い。主に秘密基地、新兵器の開発に活躍する。

## 生い立ち
ビルドロンの過去は、話によって設定が異なる。
初登場した第10話（英語版では第14話）「セイバートロン星の掟」ではメガトロンが、地球にて臨時基地で製作した部隊とされている。この後のエピソードである、第28話（英語版では第35話）「ダイノボットの逃亡 PART I」では、トランスフォーマーの機能を維持するセイバートニウムが地球の大気に触れたために劣化し、サイバトロン、デストロン両軍が行動不能になるが、ビルドロンには症状が見られない。
第35話（英語版では第45話）「オメガスプリームの秘密」におけるオメガ・スプリームの回想ではビルドロンは、所属こそはデストロンだがセイバートロン星の優秀な都市建設技術者だった。彼らの築いた都市の一つに「クリスタルシティ」がある。このクリスタルシティはオメガ・スプリームによって警備されており、オメガ・スプリームとビルドロンは親友同士であった。しかし彼らの友情はメガトロンが製作した自律洗脳装置「ロボスマッシャー」によって引き裂かれた。ロボスマッシャーによって洗脳されたビルドロンはメガトロンに忠実な破壊者となり、デバスターへの合体も可能となる。彼らは自分たちが築いたクリスタルシティを廃墟に変え、さらに合体しデバスターとなってオメガ・スプリームに襲い掛かり、ロボスマッシャーにかけようとした。オメガ・スプリームは抵抗し、辛くも逃げ延びることに成功したが、感情の欠損という後遺症が残った。
この他にも『2010』第4話「マトリクスの秘密 / Five Faces of Darkness PART 4」において、マトリクスの記憶を旅したロディマスコンボイがメガトロンを誕生（もしくは、改造）させた開発者たちを目撃するが、彼らはデザインとカラーリングがビルドロンに酷似していた。ただし、この開発者たちは「画面内に8人いる」こともあり、よく似た別人と解釈することもできる。

### サイバトロンのデバスター対策
合体兵士デバスターの強大な力は、サイバトロンにとって非常に脅威であった。そのため、デバスター攻略のために次のような対策が取られる。
超デバスター級 合体戦士の開発
デバスターを超える合体戦士の開発はそれを運用するための要塞の建造とセットになった「スクランブルシティ計画」として進められる。
これによって誕生したのが、スペリオンに合体するエアーボット部隊。ガーディアンに合体するプロテクトボット部隊である。
特にエアーボット部隊はサイバトロンに不足していた航空戦力の補強も兼ねている。
一方、デストロンもこれに対抗すべくメナゾールに合体するスタントロン部隊、ブルーティカスに合体するコンバットロン部隊を開発する。
しかし、これはOVA『スクランブルシティ発動編』での描写で、テレビシリーズとは設定が大きく異なっている。
デバスター無力化
デバスター対策を「倒す」以外の方向性から模索したもの。サイバトロン派の地球人の一人であるチップ・チェイスは第49話（英語版では第40話）「デバスターを倒せ！/The Core」で、ビルドロンを洗脳する装置「ドミネイターディスク」を作成する。ビルドロンをサイバトロン側につけようと試み、一時的ではあるがビルドロンはサイバトロンの仲間となる。ビルドロンがサイバトロンに洗脳されたことに対し、メガトロンはより強力なコントロール装置「電子ディストラクター」を使い、ビルドロンをコントロールするという対策をとる。
デバスターは、電子ディストラクターとドミネイターディスクのコントロールに耐え切れず、最後には発狂する。
合体中の攻撃
第28話（英語版では第35話）「ダイノボットの逃亡 PART I」で、ダイノボットが行う戦術。高い飛行能力を持つスワープがデバスター本体を牽制しつつ、最後に合体するスカベンジャーを狙って、残りのメンバーが一斉突撃をかけることによって合体を阻止する。
『ザ・ムービー』では、フレンジーとランブルが合体中にハンマーアームで衝撃を与えて合体を阻止する。
『2010』では、第14話（英語版では第17話）「音楽惑星への挑戦/Carnage in C-Minor」で、パーセプターが狙撃を行って合体を阻止する。合体直後にもデバスターはブロードサイドに押し潰されたために敗北する。
トランスフィクサトロン光線の逆用
第65話（英語版では第42話）「トランスフォームをとめろ！/The Autobot Run」で、ビルドロンが製作したトランスフォーム能力を封じるトランスフィクサトロン光線をホイルジャックが利用することを思い立つ。
トランスフィクサトロン光線をデバスターに照射すると合体は解除され、元のビルドロン部隊に戻る。

## メンバー
建築兵スクラッパー / Scrapper
声 - 石井敏郎、島香裕（第10話（英語版では第14話）） / ムービー - 難波圭一 / 英 - マイケル・ベル
部隊のリーダー格で、ショベルドーザーに変形。デバスターに合体する際には、右脚に変形する。設計に秀でるが謙虚で、サイバトロンをも素材とみなしている。第23話では地下から突き当てるべき場所を計算する。ビームガンと剣が武器。ウイングの部分を後部に取り付けることで「ジェットウイングドーザー」になる。
衛生兵グレン / Hook
声 - 塩屋翼、片岡弘貴（第10話（英語版では第14話））、難波圭一（第25話（英語版では第27話）） / ムービー - 江原正士 / HM - 佐藤正治 / 英 - ニール・ロス
部隊の副官。クレーン車に変形。デバスターに合体する際には、頭から肩にかけての部分に変形する。芸術家を自負して他人を見下し、単純作業でさえグレンの水準が満たされていなければ気が済まない。メガトロンも仕事を任せてはいるが、あまりにグレンが精密さを求めるあまり仕事が遅くなるのに苛立つ。「完璧主義のため他者を見下す」という設定もあるが、アニメ版では浮いた様子は特にない。
第25話ではハート・オブ・セイバートロンの取り付けも行う。キャノンを車体に取り付けることで「ダブルキャノンクレーン」になる。
武器はビームガン。他にもセイバー端子なる小道具も携帯している。
英語版では、グレンのようなトランスフォーマーにおける衛生兵は「Surgical Engineer（外科工兵）」と呼称される。
破壊兵ボーンクラッシャー / Bonecrusher
声 - 難波圭一、速水奨（第49話（英語版では第40話））、塩屋翼（第65話（英語版では第42話））/ ムービー - 石井敏郎 / 2010 - 塩屋翼 / 英 - ニール・ロス
スクラッパーと共に採掘を担当。ブルドーザーに変形する。デバスターに合体する際には、左腕に変形する。自分が建物を取り壊す様子を味方に見せつけるのが好きで、取り壊しを芸術と考えている。武器はビームガン。
『ムービー』ではセイバートロン星への帰還の際、サバイバル案（負傷者の放逐）を提案する。ドリルの部分をキャブにつけることで「ドリルミサイルドーザー」になる。
採掘兵スカベンジャー / Scavenger
声 - 喜多川拓郎、塩屋翼（第10話（英語版では第14話））、江原正士（第49話（英語版では第40話））/ ムービー - 難波圭一 / 2010 - 石井敏郎 / 英 - ドン・メシック
装軌式ショベルカーに変形。デバスターに合体する際には、右腕に変形する。自己評価が低くスクラップばかり喜んで見つけてくるので負け犬扱いされている。「ショベルの探知機を使った素材発掘の仕事を任されていなければデストロンから追い出されていただろう」という意見も出る。アニメ版では他のメンバーと仲が良く、ビルドロンの一員であることを幸せに思っている。
デバスターに合体しようとした際、ダイノボットに隙を突かれて集中攻撃を受けたり、メカの不調のためにミックスマスターに修理を受けていたところをサイバトロンに見つかってメガトロンに叱責されるなど、災難に遇うことが多い。ドリルをフロントに取り付けることで「ドリルミサイルショベル」になる。
武器はビームガン。『ムービー』ではサイバトロンのシャトルを強奪した際、プロールを射殺する。
偽装兵ミックスマスター / Mixmaster
声 - 島香裕、江原正士（第10話（英語版では第14話））、喜多川拓郎（第49話（英語版では第40話））/ 2010 - 城山知馨夫 / 英 - フランク・ウェルカー
ミキサー車に変形。デバスターに合体する際には、左脚に変形する。ミキサーの中に特殊物質が入っており、それで鉱石やサイバトロンなどを溶かし鉄を精製することや酸の調合が可能。その様子はマッドサイエンティストのようで味方から疎まれるが、優秀な成果を出すため何も言われない。
武器は他のメンバーとは形状の異なるビームガンで、赤外線砲を車体に付けることで「ビッグバズーカミキサー車」になる。ビークルモードでは上部から大砲を出して調合した酸を発射する。
輸送兵ロングハウル / Long Haul
声 - 江原正士、石井敏郎（第31話（英語版では第43話））、島香裕（第49話（英語版では第40話））、喜多川拓郎（第65話（英語版では第42話））/ 2010 - 速水奨/ HM - 田中亮一 / 英 - グレッグ・バーガー
ダンプトラックに変形。デバスターに合体する際には、胴体に変形する。荷物の運搬や設備建設を担い、仕事の重要性を理解こそしているが前線で戦う方がいいらしく、メガトロンの前では黙って働くと立場をわきまえている。
武器はビームガン。ビークルモードでは、車体上部から2連熱源追尾ミサイルを発射する。カーゴ部分に武器を装備して「バトルミサイルダンプ」になる。
巨人兵デバスター / Devastator
声 - 加藤精三 / ムービー - 島香裕 / 英 - アーサー・バーグハート
ビルドロン部隊の6体が合体して誕生する巨人兵。ブレストパネルを装備しており巨体とそれに比例するパワーを有するが、各メンバーの意思の統一が取れた部分のみが頭脳として機能するためメンバーの意志統率に問題があり、知能は低い。一人称は名前で、日本語版では片言で喋る。
目の部分は基本的にゴーグル状だが、両目になっていることもある。武器は1万度のソーラーエネルギーを発射するビームライフル、目からのビームなど。

## その後のビルドロン
日本製作のOVA『スクランブルシティ発動編』では、スタースクリームらジェットロンとともにサイバトロンの秘密工場を破壊に向かうが、増援のエアーボットの前に撤退する。
『トランスフォーマー ザ・ムービー』ではサイバトロンシティ攻防戦に出撃。サイバトロンシティの隔壁を破り、ダイノボットの攻撃をものともせず、戦況を一変させる。没案となったコンテでは、ウルトラマグナスらの一斉攻撃を受けて撤退する。帰還中、アストロトレインの中で行われるニューリーダー選びにメンバー全員で立候補する。その後、スタースクリームの戴冠式にてファンファーレの演奏を担当するが、不統一で下手だったために怒りを買う。
『2010』の冒頭では他のデストロンと同様、エネルギー不足に苦しみ仲間同士でエネルゴンキューブを奪い合うが、クインテッサの手により持ち直す。第4話ではガルバトロンの命令でダイナザウラーを地球の地下で製作する。その後もデバスターとしても幾度か登場するが、ブロードサイドに潰されたり、パーセプターの狙撃により合体を阻止されるなど前作ほどの脅威を見せることはない。
『ザ☆ヘッドマスターズ』では、ダイノベース駐留部隊として登場する。本編ではデバスター自身には台詞はないものの、第36話における総集編ではメガトロンに代わり状況を話す場面もある。
『Z』では、デバスターが、デストロン九大魔将軍の一人「技術将軍」として再登場、デバスターに鎧や右腕にドリルを装備した姿となっている。声は掛川裕彦が担当。

## 戦え!超ロボット生命体トランスフォーマー ザ☆コミックス
『テレビマガジン』版『戦え!超ロボット生命体トランスフォーマー ザ☆コミックス』の第3話にてグレンが登場し、第6話から6体揃って登場する。
第6話ではサイバトロンが太平洋に建造したユートピア島をデストロン基地に改造するために、自然を破壊。駆けつけたスペリオンと戦うためにデバスターに合体するが、ダイナザウラーの手につかまれ気を失い、デストロンが撤退したあとは働いて森の修復をさせられる。
第2作目『超ロボット生命体物語ザ☆トランスフォーマー』の第5話ではプレダキングのエネルギー源となるプライムエネルギータワーの奪還のために出撃する。

## 玩具
玩具は『ダイアクロン』の建設車ロボの流用。トランスフォーマーではそれぞれ「31~36」のナンバーを与えられて発売、単品販売の他にセット販売としてデバスターが「37」のナンバーを与えられて1985年9月に発売された。
31輸送兵ロングハウル、32建築兵スクラッパー、33衛生兵グレン、34偽装兵ミックスマスター 、35採掘兵スカベンジャー、36破壊兵ボーンクラッシャー
ビルドロンとダイノボットが、ライバル関係にあるとして描かれたCMも放送され、このことによりサイバトロンは自動車に、デストロンはそれ以外のものに変形するというそれまでの流れを断ち切った形になり、作品世界の拡がりに一役買うこととなった。
なお、クロスロボというコピー商品が話題となったことがあるが、こちらはデバスターのコピーではなく建設車ロボの初期型のコピー商品であるようだったことが分かった。
2011年11月には『トランスフォーマー アンコール』にて「20」のナンバーを与えられ発売。
また、2013年1月にはアニメ版頭部を新規造形し、本体色もより忠実なカラーで再現したアニメカラーVer.が発売された。アニメカラーVer.のナンバーは「20A」。

### その他の玩具
デストロン軍団22セット
セブンより発売された塩ビ人形セットに付属。ビルドロン6体とデバスターが同梱されている。
スーパーコレクションフィギュア トランスフォーマー ジェネレーション1
彩色済みコレクションフィギュア。ACT-5「超神マスターフォース編」にラインナップ。ピューター版も存在。
トランスフォーマーG1
カバヤより発売。モノクロのボトルキャップフィギュア。全12種類+シークレット2種類。ナンバーは「D-4」。
トランスフォーマー K-Tフィギュアコレクション
海洋堂とのコラボレーション商品。彩色済みコレクションフィギュア。サイバトロンシティの隔壁を破る場面を再現している。原型は大嶋優木が手がけている。全5種類。

## その後の作品に登場するビルドロン / デバスター
- トランスフォーマー アクションマスター

銃に変形するパートナー、スコーピュレイターを引き連れて登場する。トイとしてのサイズはコンボイやメガトロンなど、他のキャラクターと変わらない。
デバスターの形態でニュークリオン対応となったためか、ビルドロン6体への分離が不可能となっている。
- トランスフォーマー マイクロマスター

デバスターと同様に6体の建設車両が合体する、六体合体騎士 シックスビルダーが登場する。
カラーバリエーションとして、G1（初代）版デバスターを彷彿させる緑色のカラーリングの「デバスターカラー」が発売されている。
サイバトロンのシックスビルダーの分身がデストロンにいるという設定であり、ミキサー車に変形するキャラクターがG1（初代）と同様に「ミックスマスター/Mixmaster」と呼ばれるが、その他のキャラクターの名称は不明である。
- トランスフォーマー G-2

オレンジにカラーリングが変更されたビルドロンが登場する。
ヨーロッパで展開されたシリーズでも、カラーリングが黄色に変更されたビルドロンが発売された。
このカラーリングが黄色に変更されたものもG-2期に発売されたが、ヨーロッパで販売されたものは合体パーツが付属していないので、デバスターに合体させることができない。日本では未発売。
- トランスフォーマー カーロボット

サイバトロンのビルドチームで、ビルドボーイ、ビルドハリケーン、ビルドサイクロン、ビルドタイフーンの4体が登場し、合体してビルドキングとなる。
重機に変形することと合体すること以外に関連性は薄いが、後年、海外で発売されたユニバースでは、彼らの仕様変更品としてボーンクラッシャー/Bonecrusher、スカベンジャー/Scavenger、ロングハウル/LongHaul、そしてビルドロンのメンバーの名前を受け継がないハイタワー/HighTowerの4体（4人）が登場し、4体（4人）が合体してデバスター/Devastatorとなる。
- 超ロボット生命体トランスフォーマー マイクロン伝説

ブルドーザーに変型するサイバトロン戦士 デバスター/Scavengerが登場する。
合体戦士ではない、所属が異なるなど、G1（初代）との関連性は薄いが、デザインや配色はG1（初代）を意識したものとなっている。
声は藤原啓治。
- トランスフォーマー スーパーリンク

ビルドロン/Constructicon Maximusという名で、デバスターを想起させるような合体兵士が登場する。
こちらは5体合体でミックスマスターがいない。
名前が「デバスター」にならなかった理由として、前作のマイクロン伝説に登場したデバスターの存在が考えられる。
ビルドロンおよび、軍団のリーダー的存在であるスカベンジャーの声は飛田展男が担当。
- トランスフォーマー (2007年の映画)

フォースプロテクション・バッファロー地雷処理車に変形するボーンクラッシャー/Bonecrusherと、M1エイブラムスに変形するデバステーター/Devastatorが登場。
デバステーターの発表当初の名は「ブロウル」だったが、実写映画版公開直前で変更された。
そのため、前代未聞の「建機に変形しないビルドロン」「兵器に変形するデバスター」となっている。
タカラトミーの担当者は、「正式名称はブロウル。実写映画版はDVDで修正するかもしれない」とホビー誌でコメントしていたが、結局変更されなかった。
- 変形!ヘンケイ!トランスフォーマー

『トランスフォーマー スーパーリンク』に登場するビルドロンの塗装変更品が、コンストラクティコン・デバステイター/Constructicon Devastatorとして販売された。日本では未発売。
パワーショベルに変形するスカベンジャー/Scavenger、ブルドーザーに変形するスクラッパー/Decepticon Scrapperとボーンクラッシャー/Bonecrusher、クレーン車に変形するロングハウル/LongHaulとハイタワー/HighTowerの5体で構成されている。
- トランスフォーマー アニメイテッド

オールスパークの破片によって、建設車両からトランスフォーマーに進化したスクラッパー/Scrapperとミックスマスター/Mixmasterが登場する。
オートボットのアイアンハイド（バルクヘッド）/Bulkheadと友達になるが、誘惑に負けてディセプティコンに寝返る。
第3シーズンにはダートボス/DirtBossというオリジナルメンバーが登場する。
第4シーズンにはスキップジャック/Skipjackとブルドッグ型のランページ/Rampageとコンバイナー巨大トランスフォーマーデバステーター/Devastatorが登場する予定で全員メガトロン/Megatronの部隊と合流するが、エネルギーを巡って一時対立をする予定であった。
スクラッパー/Scrapper、ミックスマスター/Mixmaster、ダートボス/DirtBoss、スキップジャック/Skipjack、ランページ/Rampageの5体が合体してデバステーター/Devastatorとなる。
デバステーターはデザインや配色はG1（初代）をモチーフや意識したものとなっている。
ダートボス自体はG-2および実写映画版にも登場するが、コンストラクティコンであるという設定は同作のみ。デバステーターに合体する際には頭に変形する。
- トランスフォーマー/リベンジ

大型パワーショベル（Q&K テレックス・RH400）に変形するデモリッシャー/Demolishorとスカベンジャー/Scavenger、ブルドーザー（キャタピラー・D9L）に変形するランページ/Rampageとスキップジャック/Skipjack、ミキサー車に変形するミックスマスター/Mixmaster、ホイールローダー（キャタピラー・992G）に変形するスクラッパー/Scrapper、ダンプトラック（キャタピラー・773B）に変形するロングハウル/LongHaul、アーティキュレートダンプトラック（コマツ・HD465-7）に変形するオーバーロード/OverLoad、クレーン車（コベルコクレーン・CK2500）に変形するハイタワー/HighTower、ショベルカー（ボルボ・EC290B）に変形するスクラップメタル/Scrapmetalが登場。
デモリッシャーやスカベンジャーなどのように同型の別個体が多数存在し、その中の一部の個体同士が合体して巨大トランスフォーマーデバステーター/Devastatorとなる。また、劇中ではデバステーターへの合体の際に左手を担う、小型のブルドーザーに変形する無名の個体が登場する。
前作（実写映画版第1作目）に登場するデバステーターとはまったくの無関係である。
- トランスフォーマー・ザ・ライド3D

第1作目に登場した、フォースプロテクション・バッファロー地雷処理車に変形するボーンクラッシャー/Bonecrusherと、第2作目に登場した巨大トランスフォーマーデバステーター/Devastatorが登場する。
ボーンクラッシャー/Bonecrusherは、ライド本編では市街地から逃げるイーバック（イーヴァック）/EVACを阻むもサイドスワイプ/Sideswipeにクローを切り落とされ、イーバック（イーヴァック）/EVACの銃撃によって撃破された。
巨大トランスフォーマーデバステーター/Devastatorは、ライド本編では圧倒的な吸引力でイーバック（イーヴァック）/EVACを地下から市街地へ引きずり出すも、ラチェット/Ratchetとアイアンハイド/Ironhideの妨害によって失敗。ボーンクラッシャー/Bonecrusherが撃破された後は吸引に成功するが、イーバック（イーヴァック）/EVACのシールド機能によって無傷で脱出された。その後の動向は不明。